# Lăng Vĩnh Mậu
Lăng Vĩnh Mậu (永茂陵) là lăng mộ của Hiếu Nghĩa Hoàng hậu Tống Thị Lãnh (1653-1696), vợ chúa Nghĩa Vương Nguyễn Phúc Thái (1650-1725). Lăng Vĩnh Mậu nằm trong quần thể lăng Gia Long, phường Long Hồ, quận Phú Xuân, thành phố Huế.

## Kiến trúc
Lăng Vĩnh Mậu nằm trên một ngọn đồi và được bao bọc bởi hai vòng thành, hình chữ nhật ở xung quanh. Lăng quay mặt về phía Tây (lệch qua hướng Bắc 10 độ), lấy núi Kim Phụng làm tiền án. Kiến trúc của lăng khá đơn giản, phần mộ được xây thành hai cấp, trước mộ xây một hương án khá lớn, xung quanh khu mộ có hai vòng thành và có bình phong che chắn.

## Lịch sử
Bà Tống Thị Lãnh mất ngày 22 tháng 3 năm Bính tý (23-5-1696), thọ 44 tuổi, được phong tặng là Quốc Thái Phu Nhân, táng ở làng Định Môn (Hương Trà, Thừa Thiên). Đời Vũ Vương bà được truy tôn: "Từ Tiết Tĩnh Thục Hiến Phi", sau thêm hai chữ Hiếu Từ.
Lăng mộ của bà bị quân Tây Sơn đào bới và đã được làm lại vào tháng 4 năm 1808 dưới thời vua Gia Long. Vua Gia Long truy tôn bà là: "Tù Tiết Tĩnh Thục Tuệ Mẫn Hiến Thuận Hiếu Nghĩa Hoàng Hậu", đặt tên lăng là Vĩnh Mậu. Bà được phối thờ với đức Anh Tông ở Thái Miếu, án thứ hai bên hữu Lăng. 
Vào năm 1840, vua Minh Mạng lại cho sửa sang và xây bình phong cao hơn trước, đồng thời cho xây thêm chiếc cổng ở trước thành như hiện nay.
Ngày 22 tháng 1 năm 1990, lăng Vĩnh Mậu bị kẻ gian đào trộm.